# Fimbristylis singularis
Fimbristylis singularis är en halvgräsart som beskrevs av Ethirajalu Govindarajalu. Fimbristylis singularis ingår i släktet Fimbristylis och familjen halvgräs. Inga underarter finns listade i Catalogue of Life.